# Pieter Jozef Verhaghen

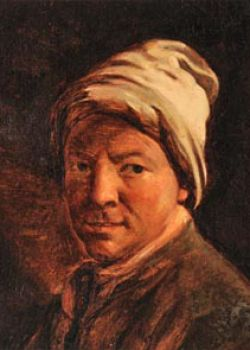
Selbstporträt

Pieter Jozef Verhaghen (* 19. März 1728 in Aarschot; † 3. April 1811 in Löwen) war ein flämischer Maler.

## Leben und Werk
Verhaghen hatte bereits zu Lebzeiten viel Erfolg mit seinen Gemälden. Im Jahre 1770 gewährte ihm Maria Theresia von Österreich eine jährliche Förderung von 1400 Gulden, damit er nach Italien reisen konnte, um dort die Werke der alten Meister zu studieren. Seine Frau empfing während seiner Abwesenheit für ihren Unterhalt und die Versorgung der Kinder jährlich 1000 Gulden. Verhaghen begann die Reise 1771 zusammen mit seinem ältesten Sohn, studierte die wichtigsten Sammlungen in Paris und verbrachte anschließend zwei Jahre in Italien, wo er eine geraume Anzahl an Meisterwerken nacharbeitete. Auf seiner Rückreise wurde er in Wien von Maria Theresia empfangen, der er ein Gemälde der heiligen Theresia überreichte, welches wohlwollend angenommen wurde. Im Oktober 1773 kehrte Verhaghen nach Löwen zurück und wurde herzlich empfangen; selbst ein Bankett wurde zu seinen Ehren im Rathaus abgehalten.
Verhaghen war auch in der Folgezeit ein sehr produktiver Maler. Am 6. Mai 1784 wurde ihm in seinem Atelier ein Besuch von den Generalgouverneuren Marie Christine von Österreich und Albert Kasimir von Sachsen-Teschen abgestattet.
Seine Werke sind heute in zahlreichen Museen innerhalb und außerhalb Belgiens zu besichtigen. Sein Gemälde "Jesus auf dem Ölberg" hängt in der Sint Kwintenkirche in Löwen. In der Kirche Sint Pieter in Löwen hängen mehrere Werke von ihm. Auch in der Kirche der Abtei Averbode sind Werke von ihm anzutreffen.
Sein älterer Bruder Jan Jozef war ebenfalls erfolgreich als Maler tätig.
Das Grab von Pieter Jozef Verhaghen befindet sich auf dem Friedhof der Sint Martinuskirche in Wilsele (heute Teilgemeinde von Löwen).

## Bildergalerie

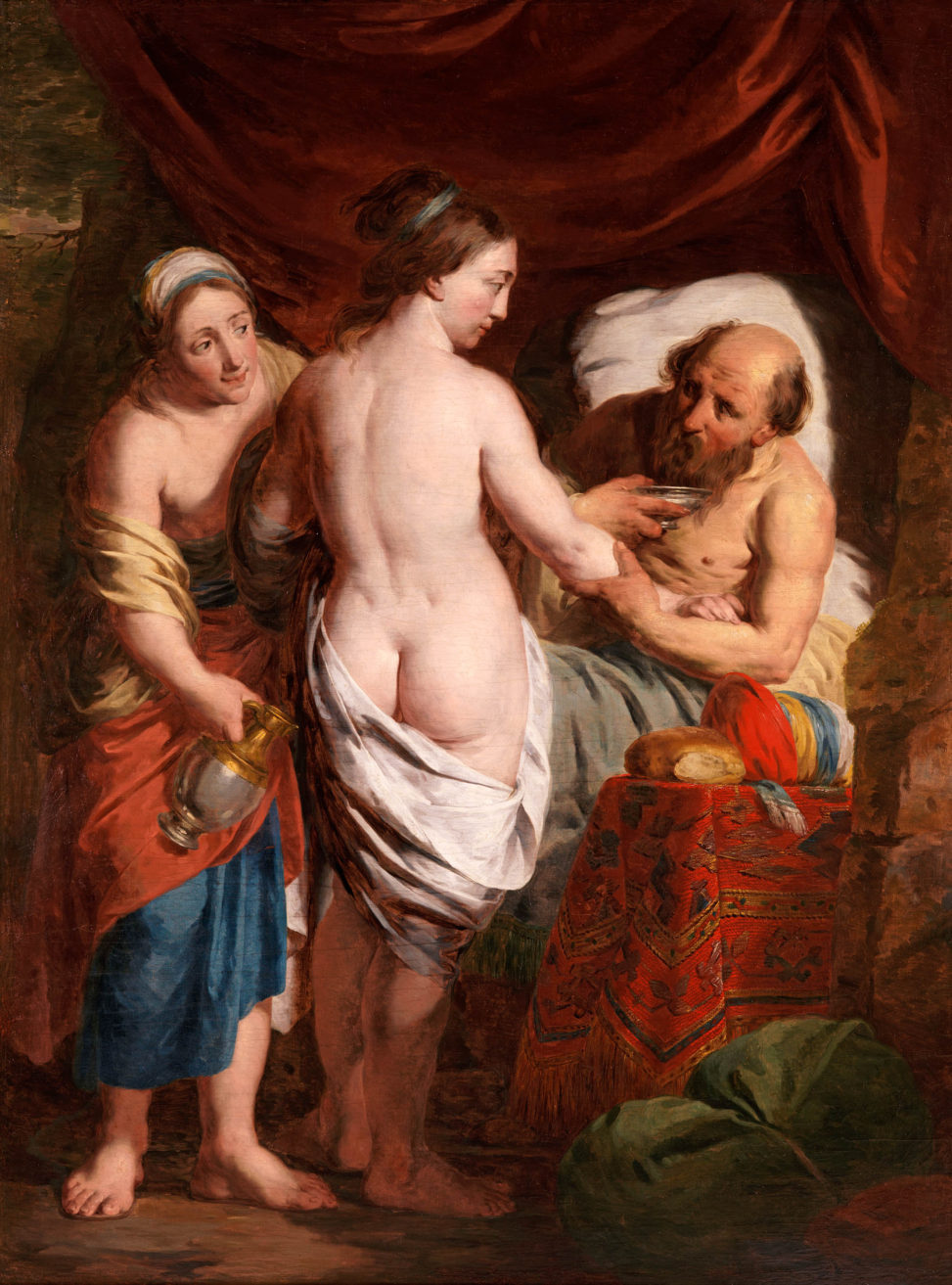
Lot und seine Töchter im Kunstmuseum M – Museum Leuven in Löwen (1780)
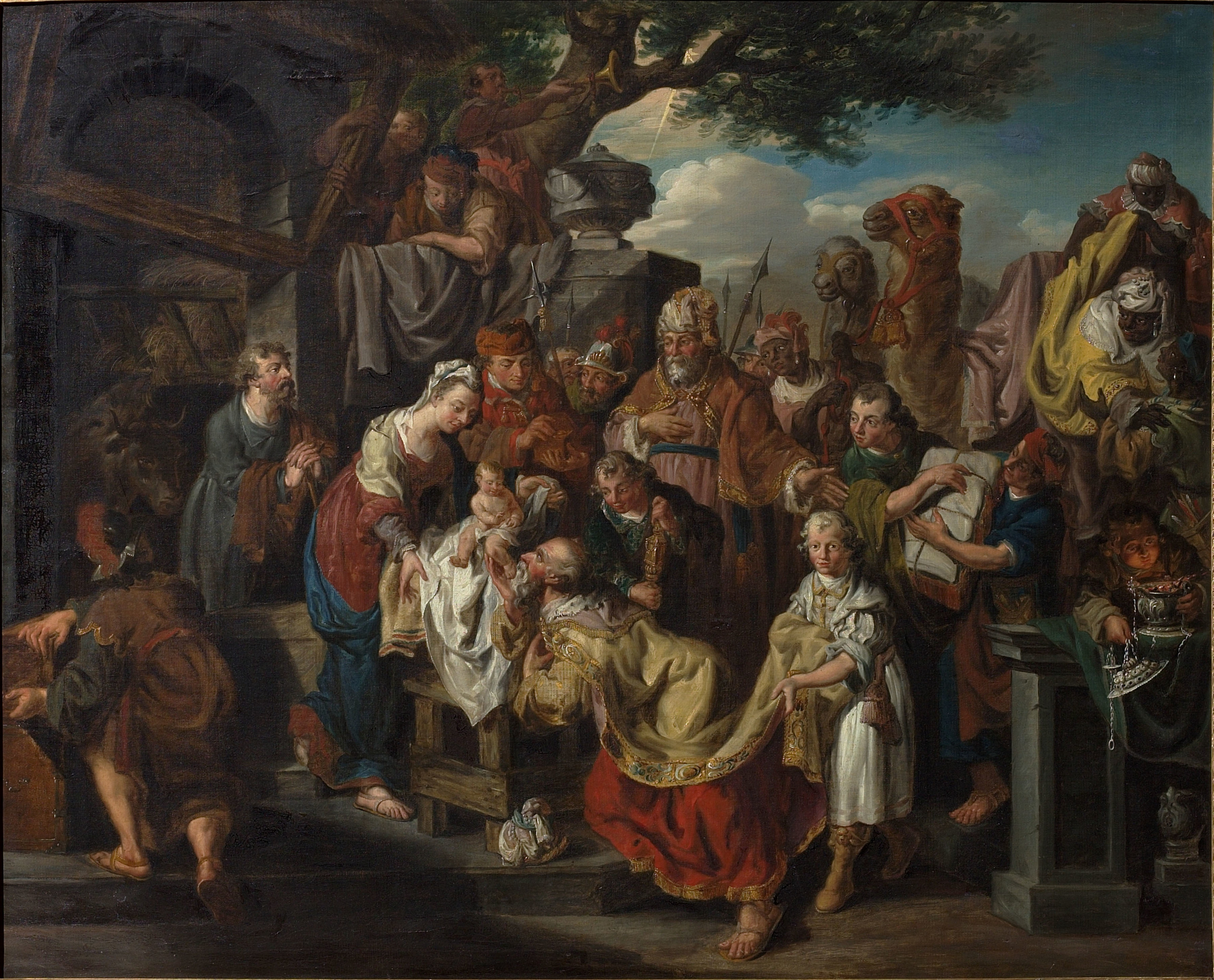
Die Anbetung der Könige
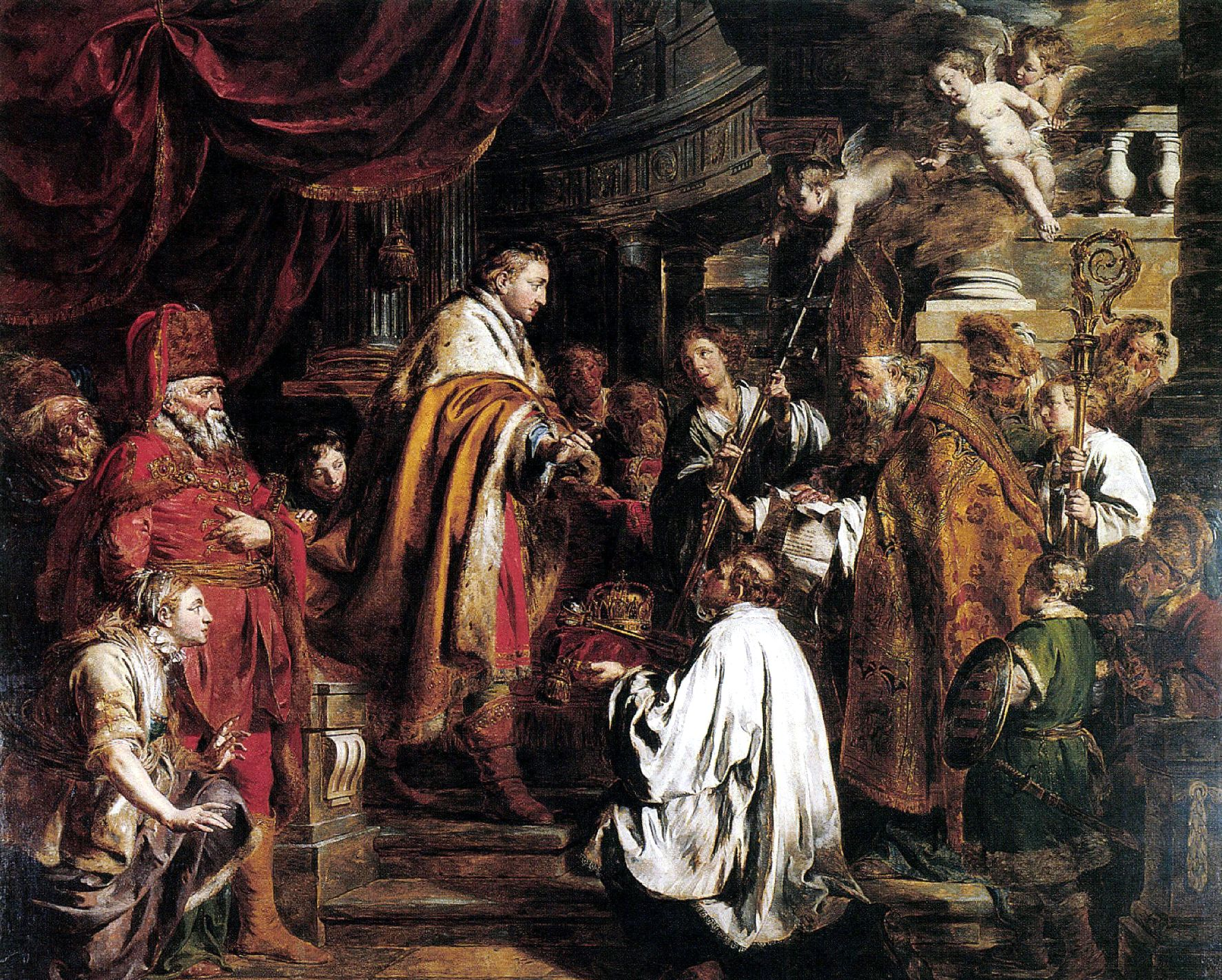
Der Heilige Stephan I. von Ungarn erhält von Papst Silvester II. die Königswürde (1770)
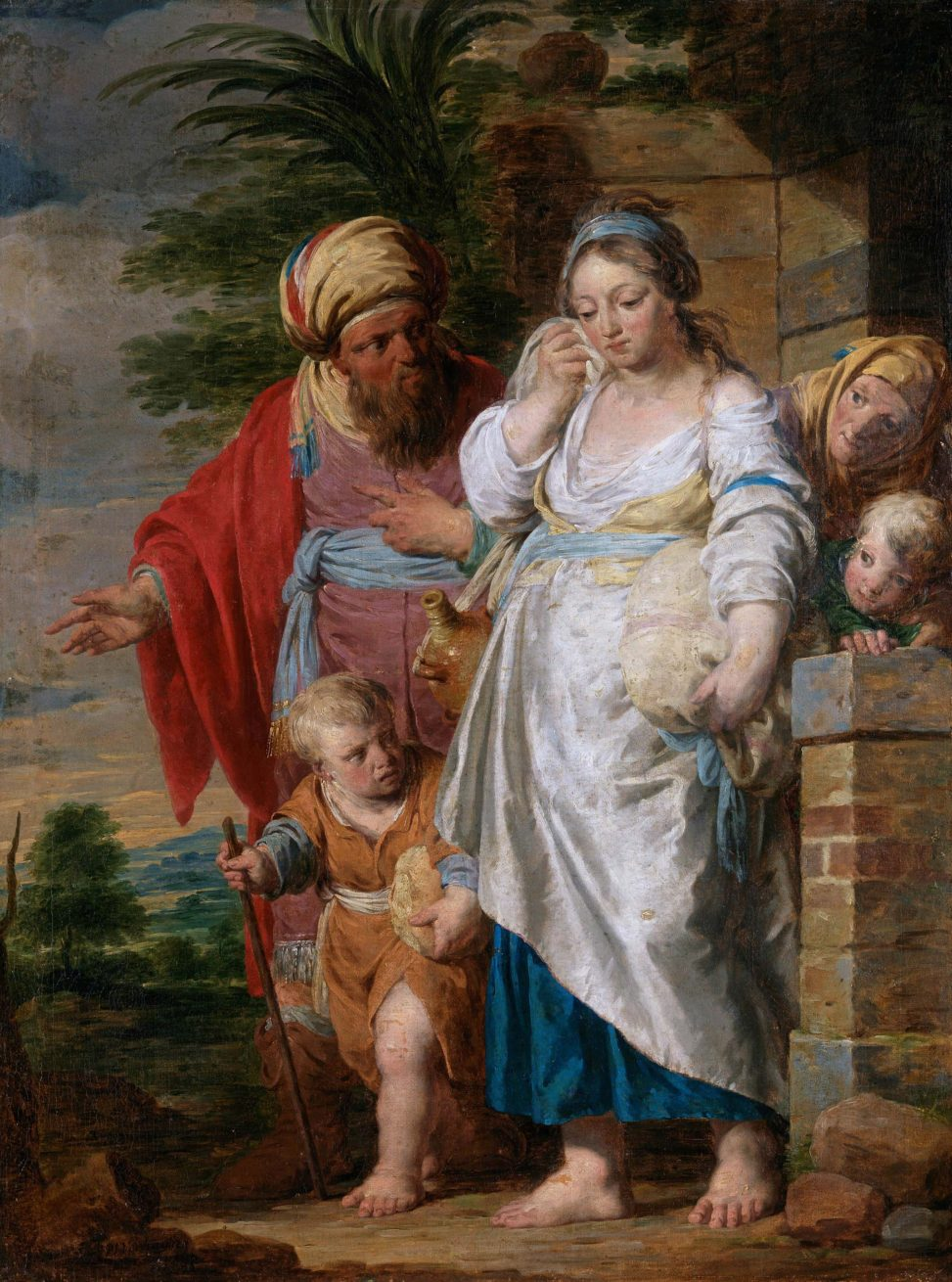
Abraham verstößt Hagar und Ismael im Kunstmuseum M – Museum Leuven in Löwen (1792)

## Weblink
| Personendaten    | Personendaten            |
| ---------------- | ------------------------ |
| NAME             | Verhaghen, Pieter Jozef  |
| ALTERNATIVNAMEN  | Verhaghen, Pierre Joseph |
| KURZBESCHREIBUNG | flämischer Maler         |
| GEBURTSDATUM     | 19. März 1728            |
| GEBURTSORT       | Aarschot                 |
| STERBEDATUM      | 3. April 1811            |
| STERBEORT        | Löwen                    |